# Miquel Recio i Martín
Miquel Recio i Martín (Navalmoral de la Mata, Càceres, 1943 - Sant Hipòlit de Voltregà, Osona, 5 de desembre de 2006) fou un jugador d'hoquei sobre patins català d'origen extremeny, de les dècades de 1960 i 1970.
Als quatre anys va traslladar-se amb la seva família a Sant Hipòlit de Voltregà, on es va formar al Club Patí Voltregà. Va debutar amb el primer equip la temporada 1962-63, guanyant el Campionat de Catalunya. La temporada següent, mentre feia el servei militar, va jugar als Salesians València i a la seva tornada va jugar a l'Inriva PC, filial del CP Voltregà. La temporada 1966-67 els dos clubs es van fusionar i, juntament amb altres jugadors com Ramon Nogué, Miquel Cabanes i Catxo Ordeig, va guanyar durant la dècada del 1970 dues Copes d'Europa (1975 i 1976), dues Lligues espanyoles (1974-75 i 1975-76) i tres Copes espanyoles (1969, 1974 i 1977). Al final de la temporada 1976-77 va retirar-se breument de la competició, exercint com a àrbitre. Va retornar a les pistes el 1979 jugant amb el Club Patí Ripoll, amb el qual va aconseguir l'ascens a la Divisió d'Honor espanyola el 1982 i essent el primer equip gironí a aconseguir-ho. Va retirar-se definitivament de la competició al final de la temporada 1982-83. Internacional amb la selecció espanyola d'hoquei sobre patins en categories inferiors, va ser campió d'Europa sub-20 (1964) i amb l'absoluta va participar en la Copa de les Nacions de 1968, aconseguint la medalla d'argent. Fou el màxim golejador de la Lliga més de deu ocasions, destacant els 114 gols marcats en una sola temporada, i també, va ser l'inventor de l'anomenat "gol del tonto", que consisteix en marcar un gol passant per darrere de la porteria i sorprenent el porter per la banda contrària.
Entre d'altres reconeixements. des de l'any 2009 se celebra un torneig de veterans a Sant Hipòlit de Voltregà que porta el nom de Memorial Miquel Recio en record seu.

## Palmarès
Clubs
- 2 Copes d'Europa d'hoquei sobre patins masculina: 1974-75 i 1975-76
- 2 Campionats de Catalunya d'hoquei sobre patins: 1963 i 1965
- 2 Lligues espanyoles d'hoquei patins masculina: 1974-75 i 1975-76
- 3 Copes espanyoles d'hoquei patins masculina: 1969, 1974 i 1977

Selecció espanyola
- 1 medalla d'argent a la Copa de les Nacions d'hoquei sobre patins masculina: 1968